# Klínatka obecná
Klínatka obecná (Gomphus vulgatissimus) je druh vážky z podřádu šídel. Je rozšířena po celé Evropě, ale v některých zemích je na pokraji vyhubení. V Česku se vyskytuje nehojně, v poslední době se její počet vlivem znečištění vody snižuje. Je zapsaná v červeném seznamu ohrožených druhů bezobratlých jako druh zranitelný.

## Popis

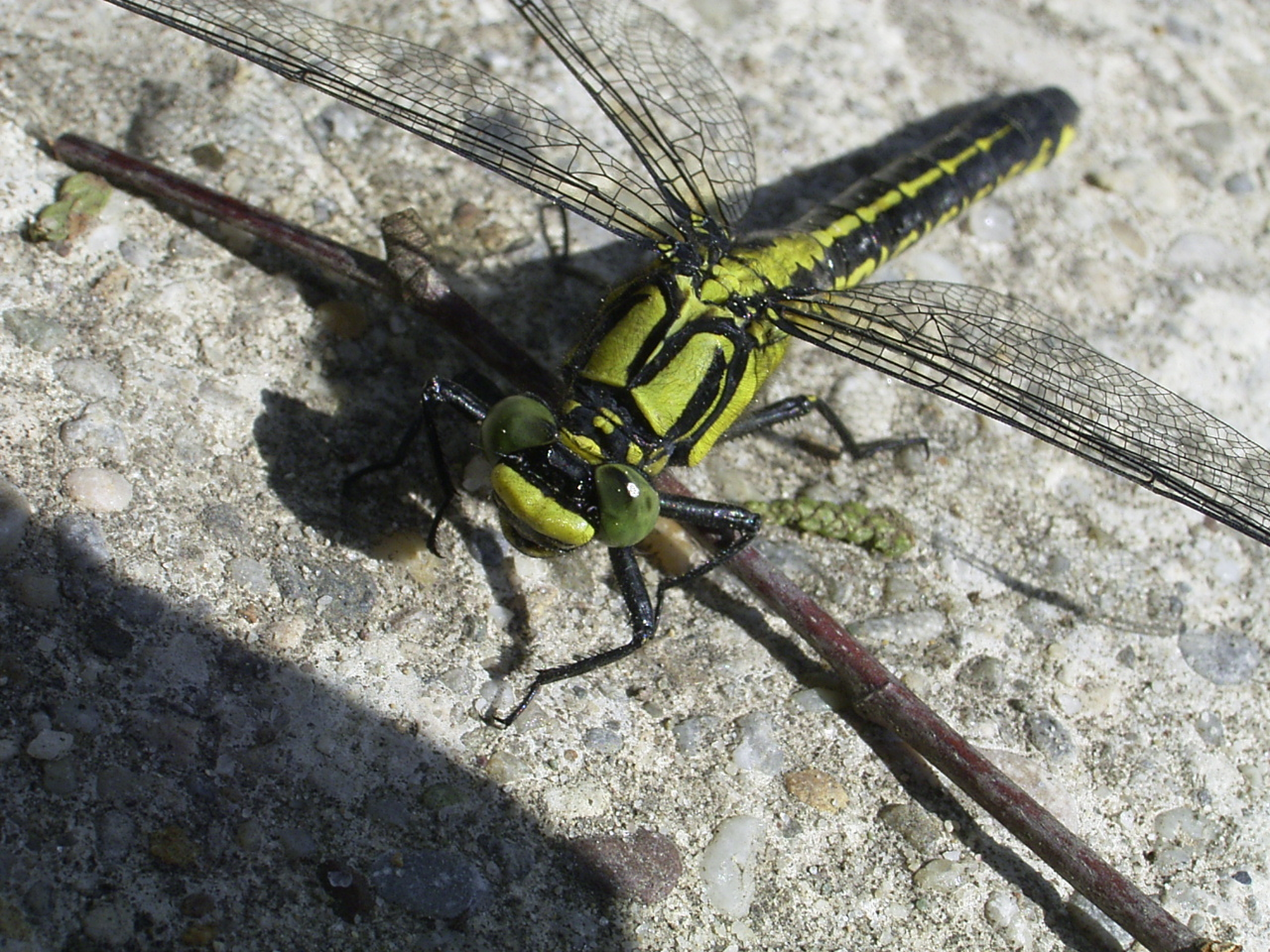
samička klínatky obecné

Její tělo s délkou 45-50 mm je žluté nebo nazelenalé s černými pruhy na hrudi. V barvě těla se projevuje pohlavní dichroismus, kdy samička je spíš žlutá a sameček spíše zelenavý. Oči se na temeni nestýkají (poznávací znak klínatek). Křídla jsou čirá s rozpětím 60-70 mm. Nohy má celé černé. Svrchu je zadeček černý s tenkým podélným žlutým pruhem uprostřed, který na posledních článcích mizí. Zadeček je u samečků na posledních článcích rozšířený.

## Způsob života
Nymfy (larvy) se líhnou z vajíčka po několika týdnech. Nymfy žijí na písčitých dnech čistých nebo málo znečištěných vodních toků i lesních jezírek. Zde se živí malým vodním hmyzem. Nymfa se vyvíjí 3-4 roky. Dospělé klínatky létají od května do července. Zaletují někdy i daleko od vody, pak je lze potkat na lesních cestách, mýtinách apod. Samičky nemají kladélka, proto snáší vajíčka za letu přímo na vodní hladinou, na které jsou pak neseny proudem dál, než se uchytí na dně.